# Марищи
Марищи — деревня в Пучежском районе Ивановской области России. Входит в состав Сеготского сельского поселения.

## География
Деревня расположена в восточной части Ивановской области, в зоне хвойно-широколиственных лесов, на правом берегу реки Добрицы, при автодороге 24Н-268, на расстоянии примерно 26 километров (по прямой) к северо-западу от города Пучежа, административного центра района. Абсолютная высота — 122 метра над уровнем моря.

### Климат
Климат характеризуется как умеренно континентальный, с умеренно холодной снежной зимой тёплым влажным летом. Среднегодовая температура воздуха — 2,6 °C. Средняя температура воздуха самого холодного месяца (января) — −12,1 °C (абсолютный минимум — −39 °C); самого тёплого месяца (июля) — 17,7 °C (абсолютный максимум — 30 °С). Безморозный период длится около 139 дней. Годовое количество атмосферных осадков — 658 мм, из которых 417 мм выпадает в период с апреля по октябрь. Снежный покров устанавливается в третьей декаде ноября и держится в течение 145 дней.

### Часовой пояс
Деревня Марищи, как и вся Ивановская область, находится в часовой зоне МСК (московское время). Смещение применяемого времени относительно UTC составляет +3:00.

## История
В XIX — первой четверти XX века деревня входила в состав Якушевской волости Юрьевецкого уезда Костромской губернии, с 1918 года — Иваново-Вознесенской губернии.
С 1929 года деревня являлась центром Марищенского сельсовета Пучежского района Ивановской области, с 2005 года — в составе Сеготского сельского поселения.
До 2013 г. в деревне действовала школа.

## Инфраструктура
В деревне имеются ФАП, сельский клуб, библиотека и магазин.
Улицы: Полевая, Старая Марищенская, Центральная, Школьная.

## Население
| 2010 |
| ---- |
| 134  |

### Национальный состав
Согласно результатам переписи 2002 года, в национальной структуре населения русские составляли 95 % из 171 чел.

## Транспорт
Автобусное сообщение производится (не во все недели) с центром района — городом Пучеж. От села Сеготь можно доехать до городов Кинешма и Юрьевец. C автостанции г. Пучеж можно доехать до других населенных пунктов пригородного или междугороднего сообщения (Иваново, Нижний Новгород).